# Talal Jebreen
Talal Jebreen (arabe : طلال الجبرين), né le 25 septembre 1973 en Arabie saoudite, est un footballeur international saoudien qui évoluait au poste de milieu de terrain.

## Biographie

### Carrière en sélection
Talal Jebreen joue en équipe d'Arabie saoudite entre 1993 et 1996[réf. nécessaire].
Il participe avec l'équipe d'Arabie saoudite à la Coupe du monde de 1994. Lors du mondial organisé aux États-Unis, il joue trois matchs : contre les Pays-Bas, le Maroc, et la Belgique.